# .30-30 Winchester
Набій .30 Winchester Center Fire було розроблено для важільної гвинтівки Winchester Model 1894 в 1895 році. Частіше відомий як .30-30 (вимовляють як «thirty-thirty»), разом з набоєм .25-35 Winchester були запропоновані в тому році, коли було розроблено перші американські спортивні набої дрібного калібру з бездимним порохом. З часу появи набою, з'явилися нові набої які перевершують це набій за далекобійністю, швидкістю, енергією та траєкторією, але він до сих пір є поширеним набоєм, через його практичну ефективність при полюванні в лісах.
На сьогоднішній день набій .30-30 є найпоширенішим набоєм для важільних гвинтівок. Набій .30-30 є потужнішим за пістолетні набої Magnum (наприклад, .357, .41, .44 тощо), які також використовують у важільних гвинтівках і створюють енергію з середнім відбоєм. В той час як старий конкурент набій .35 Remington створює більшу дулову енергію та відбій, набій .30-30 часто зберігає більше кінцевої енергії. Хоча набій .30-30 не призначений для використання на великих відстанях на рівнинах, сучасні пластикові ковпачки для куль важільних гвинтівок значно покращили далекобійність набою .30-30 наблизивши його набоїв з великою швидкістю. В будь-якому випадку мисливська перевага набою .30-30 полягає в тому, що він залишає меншу кількість зіпсованого (знищеного або закривавленого) м'яса після вбивства, що призводить до зменшення відходів.

## Найменування
.30 Winchester Smokeless вперше з'явився в каталозі Winchester №. 55 за серпень 1895. як набій для гвинтівки та карабіна Winchester Модель 1894 він також мав назву .30 Winchester Center Fire або .30 WCF. Коли набій використали в гвинтівці Marlin Модель 1893, зброяр-конкуретнт Марлін використовував позначення набою .30-30 або .30-30 Smokeless. Суфікс -30 позначає стандартну вагу заряду в 30 гран (1,9 г) бездимного пороху, це походить від американської традиції кінця 19-го століття при переході з димного пороху. Компанії Marlin та Union Metallic Cartridge Co. відмовились від використання назви Winchester, оскільки не бажали використовувати ім'я компанії-конкурента Winchester на своїх продуктах.
Сучасна назва .30-30 Winchester була створена шляхом використання варіанта назви від компанії Marlin з додавання імені Winchester, як розробника набою, хоча інколи все ще можна зустріти назву .30 WCF.

## Характеристики та використання

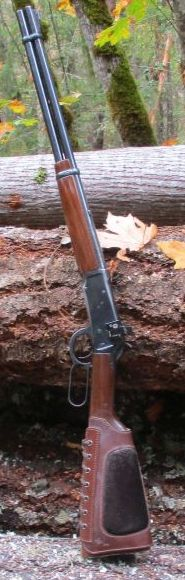
Winchester 1894 під набій .30 WCF

Коли з'явився набій .30 WCF, він мав велику швидкість і пласку траєкторію: при вазі кулі в 10 або 11 грамів при швидкості від 579 до 610 м/с на відстані в 180 метрів падіння кулі становить 101 мм при прицілюванні 140 метрів. Зазвичай набій заряджають кулею вагою 9 г (швидкість 728 м/с при стрільбі зі стволу довжиною 610 мм) та 11 г (швидкість 670 м/с при стрільбі зі стволу довжиною 610 мм).
В Канаді та США набій, можливо, використовували для полювання на будь-яку велику дичину. Зовсім нещодавно набій використовували для полювання на білохвостих оленів, оленів-мулів, вилорогів, карібу, лосів і чорних ведмедів. Зазвичай кажуть, що в США та Канаді за допомогою набою .30-30 було вбито більше оленів, ніж будь-яким іншим набоєм, і, можливо, певний час це було правдою в США. Відносно Канади таке твердження не буде точним, оскільки деякий час там були широко доступні та використовувалися надлишкові військові гвинтівки під набій .303 British; вони були дешевші, ніж гвинтівки важільною дією, а набій був потужнішим за набій .30-30. Набій .30-30 зазвичай використовують для полювання на оленів на відстанях від 137 до 180 метрів.
У Канаді набій .30-30 довгий час використовували для полювання на лосів — один автор назвав набій «резервним для лосів» у північних лісах Канади. Деякі мисливці все ще продовжують використовувати цей набій, але сучасні думки стосовно використання набою для полювання на лося неоднозначні: Пол Робертсон, канадський оглядач вогнепальної зброї, казав, "Забагато лосів було вбито за допомогою набою 30/30, щоб вважать, що набій не підходить для цих цілей." Хоча, набій .30-30 можна полювати в Ньюфаундленді, Канада, місцева влада не рекомендує використовувати його. Стандартні набою мають пласкі та гостроносі кулі, вони не задовольняють вимогам до мінімальної енергії, яка потрібна для полювання на лосів в Фінляндії, Норвегії або Швеції. Тор Стрімбольд, канадець, який вбив понад 20 лосів одним пострілом за допомогою набою .30-30, радить більшості мисливців на лосів використовувати більше ніж мінімальну силу, якщо вони можуть впоратися з відбоєм. Загальновідомо, що не рекомендовано використовувати набій .30-30 тим хто полює на дичину на дальніх відстанях. Техніка та стиль полювання, а також закон та культура впливають на вибір патронів.
Однією з причин популярності набою .30-30 серед мисливців на оленів є легкий відбій. Середній відбій при стрільбі кулею вагою 9 грамів зі швидкістю 730 м/с із гвинтівки вагою 3,4 кг енергія відбою становить 14,4 Дж, що є приблизно половиною енергії від набою .30-06 Springfield. Деякі мисливці замінили набій .30-30 іншими набоями, наприклад, .243 Winchester, 7mm-08 Remington та 6.5 Creedmoor, які також мают легкий відбій разом з більшою швидкістю, енергією та пласкою траєкторією.
Деякий період Модель 94 під набій .30-30 була відносно недорогою, що сприяло її популярності. Сьогодні вартість .30-30 є майже такою як і деяких спортивних гвинтівок з ковзним затвором початкового рівню. Тим не менш, калібр .30-30 залишається популярним серед деяких мисливців, які цінують коротку та зручну гвинтівку, яку використовують на дистанціях, які не перевищують 140 м. Під цей набій було випущено мільйони гвинтівок, багато з яких потрапили до рук мисливців нового покоління. Практичність полювання з успадкованою гвинтівкою та набоєм, особливо якщо ця комбінація вважається ефективною на невеликій відстані, є важливим фактором у деяких колах. Ще одним фактором є широка доступність зарядів 30-30, які можуть коштувати менше, ніж деякі інші калібри. Нові гвинтівки продовжують закуповуватися, а продаж набоїв є високим.
Оскільки набій .30-30 в основному використовували в важільних гвинтівках з трубчастими магазинами, більшість набоїв .30-30 заряджалися круглоносими кулями або кулями з пласким носом для безпеки. Такі кулі обирали тому, що гостроноса куля може випадково вдарити по капсулю набою який розташований перед кулею в магазині, що в результаті може пошкодити зброю і нанести шкоду стрільцю. В 1899 році було представлено гвинтівку Savage Модель 99 з роторним магазином для вирішення цієї проблеми. При використанні однозарядних гвинтівок або ручної зброї, наприклад Thompson Center Arms Contender або серія Encore, часто стрільці вручну заряджають загострені кулі для покращення балістики.
Помітним винятком із правила «без гострих куль» при виборі куль для гвинтівок з трубчастими магазинами є нові гнучкі набої LEVERevolution з наконечником з «еластомеру з ефектом пам'яті», які виробляє компанія Hornady. М'які наконечники цих куль легко деформуються при стисканні, запобігаючи детонації при віддачі в магазині, але також повертаються до своєї початкової загостреної форми, коли цей тиск зникає, що дозволяє отримати більш ефективну форму кулі, ніж та, що доступна для безпечного заряджання. Чим більша аеродинамічна форма кулі тім більш пласка її траєкторія та більша швидкість, яка зберігається на дальності, що значно збільшує ефективну дальність стрільби гвинтівок під цей патрон.

## Гвинтівки та ручна зброя під набій .30-30
Набій .30-30 зазвичай використовували в важільних гвинтівках, наприклад, Marlin Model 336 та Winchester Model 1894. Деякі перші гвинтівки Savage Модель 99 заряджалися цим набоєм. Серед поточних серійних важільних гвинтівок є Marlin, Mossberg, Henry та Winchester. Компанія Savage також випускала помпову Модель 170, гвинтівку та карабін, під набій .30-30. В Європі набій .30-30 інколи використовували в дриллінгах, триствольних рушницях (один нарізний ствол над двома рушничними).
Завдяки фланцевій конструкції набій використовували в різній однозарядній зброї. Фланцеві набої використовуються в гвинтівках з ковзними затворами, але зараз гвинтівки з ковзним затвором під набій .30-30 є рідкісними. «Свого часу Winchester випускав магазинну гвинтівку з ковзним затвором Моделі 54 у цьому калібрі [.30 WCF], але вона була провальною, головним чином тому, що людина, яка бажала мати гвинтівку з ковзним затвором, бажала використовувати один з кращих і потужніших набоїв. Однак саме в цьому калібрі набій .30 WCF виявився дуже точним.» Крім того є проблеми з живленням фланцевими набоями з коробчастих магазинів, які зазвичай використовують в гвинтівках з ковзним затвором. Серед інших гвинтівок з ковзним затвором під набій .30-30 Winchester були Stevens Модель 325, Savage Модель 340, Springfield/Savage 840 та Remington 788.

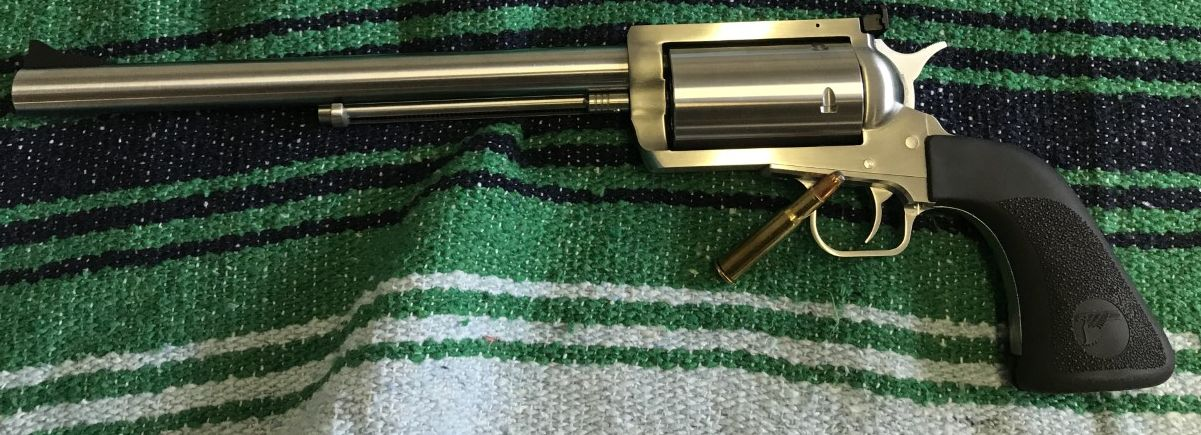
Magnum Research BFR під набій .30-30

Набій .30-30 використовували в спортивній стрільбі по металевим силуетам з ручної зброї. Пістолет Thompson Center Arms Contender, з компактною переламною рамкою заряджався набоєм .30-30. При стрільбі зі стволу Contender довжиною 250 мм набоєм .30-30 швидкість кулі становить 610 м/с, хоча через короткий ствол зброя має значні відбій та дуловий спалах. При використанні довшого стволу відбій та дуловий спалах значно зменшується (через збільшення ваги), при цьому зростає швидкість, особливо з використання заводського гвинтівкого заряду. Корпорація Magnum Research пропонувала револьвер BFR під набій .30-30. В США деякі мисливці використовують ручну зброю під набій .30-30. Полювання з пістолетами або револьверами заборонено в Канаді.

## Схожі гільзи
В 2023 році компанія Remington новий набій .30-30 Winchester підтверджений SAAMI з використанням схожої гільзи. Новий набій, .360 Buckhammer або коротко .360 BHMR, створено на базі гільзи .30-30 Winchester, яку розширили за допомогою вибуху, щоб позбавитися плеча та розширити дульце до .358 калібру (такі самі кулі використовують в набої .35 Remington). Набій .360 Buckhammer має вищий ніж у .30-30 Winchester тиск, тиск набою .360 Buckhammer становить 50 000 psi (340 МПа) на відміну від тиску набою .30-30 Winchester де тиск становить 42 000 psi (290 МПа). Гільзу набою .30-30 Winchester також використано в набоях .25-35 Winchester (6.5×52mmR), .32 Winchester Special та .219 Zipper.

## Похідні набої
Окрім поширених заводських набоїв які походять від набою .30-30 Winchester: .25-35 Winchester (6.5×52mmR), .32 Winchester Special та менш відомий .219 Zipper, на базі цього набою також створювали кустарні набої. Одним з прикладів є набій 7-30 Waters, зроблений шляхом обтискання дульця гільзи набою .30-30 до 7 мм. Набій 7-30 Waters з часом почали випускати серійно, при цьому гвинтівки випускала компанія Winchester, а стволи Thompson/Center для свого пістолета Contender. Інші кустарні набої на базі набою .30-30 використовуються майже виключно в пістолеті Contender. Одним з визначних прикладів є набій .30 Herrett, гільза .30-30 зі збільшеним дульцем для більш ефективного згоряння швидкогорючих порохів. Набій .30 Herrett має вищу швидкість при меньшому обсязі пороху ніж в гільзі .30-30 при стрільбі зі стволів довжиною 250 та 350 мм Contender. Іншим прикладом є набій .357 Herrett, розроблений для використання важчих куль для полювання на велику дичину на відміну від набою .30 Herrett, а також набою 7 мм International Rimmed, який є популярним для стрільби по металевим силуетам. Компанія Bullberry, виробник стволів Contender, пропонує запатентовані кустарні набої на базі набою .30-30 в калібрах 6 мм, .25 дюймів та 6,5 мм. Крім того П. О. Еклі використав набій для створення свого набою .30-30 Ackley Improved.